# Квасок (страва)
Квасо́к, огірча́нка (рос. рассольник, калья́) — м'ясна або рибна юшка, зварена з солоними огірками.

## Рецепти

### Квасок нирковий
Варють квасок із м'яса з грибами, сіллю і корінням. Як закипить, кидають нирки. Коли зварються, квасок проціжують в рондель, куди перше всипають масло, заправлене борошном. Кладуть туди ж покришені гриби, нирку, солоні огірки, порізаний качанчик капусти, картоплю, варють доти, доки качанчик не зробиться м'яким. Тоді, увесь час добре розмішуючи, переливають все в посудину для подавання, в якій раніш перетерто жовток зі сметаною.

### Квасок пісний з грибами
Зваривши квасок з грибами і покришеними без м'якоті солоними огірками, виймають з його гриби, підсмажують з цибулею на маслі і знов кидають у квасок, заправляють маслом, ростертим з борошном, додають м'якоті солоних огірків, коріння і картоплі, манної чи перлової крупи. Все це, як закипить кілька разів, подається.

### Огірчанка
Покришені квасні огірки варють і заправляють кукурудзяним борошном із солодким молоком, сметаною, а як пісний день з водою.